# Свети Петър (Ресен)
Вижте пояснителната страница за други значения на Свети Петър.
Рсенският манастир „Свети Петър“ (на македонска литературна норма: „Свети Петар“) е православен манастир в град Ресен, Преспа, част от Преспанско-Пелагонийската епархия на Македонската православна църква – Охридска архиепископия.
Манастирът е разположен в югоизточния край на града, в местността Доброво. Смята се, че католиконът е енорийският храм на изчезналото село Доброво.